# Brzeźno Mazurskie
Brzeźno Mazurskie (Duits: Bergling) is een plaats in het Poolse district  Ostródzki, woiwodschap Ermland-Mazurië. De plaats maakt deel uit van de gemeente Dąbrówno en telt 220 inwoners.